# ما جيان (لاعب كرة سلة)
ما جيان (بالصينية: 马健) (20 أغسطس 1969 في الصين - ) هو لاعب كرة سلة صيني في مركز هجوم قوي الجسم، شارك في دورة الألعاب الآسيوية 1990 وبطولة كأس العالم لكرة السلة 1990 والألعاب الأولمبية الصيفية 1992.

## وصلات خارجية
- ما جيان على موقع الاتحاد الدولي لكرة السلة (الإنجليزية)
- ما جيان على موقع الاتحاد الدولي لكرة السلة (الإنجليزية)
- ما جيان على موقع كلية كرة السلة في سبورتس رفرنس.كوم (الإنجليزية)
- ما جيان على موقع ريلجم (الإنجليزية)
- ما جيان على موقع بروبوليرز (الإنجليزية)
- ما جيان على موقع سبورتس رفرنس (الإنجليزية)
- ما جيان على موقع أوليمبيديا (الإنجليزية)